# Załęczański Park Krajobrazowy
Załęczański Park Krajobrazowy – park krajobrazowy na Wyżynie Woźnicko-Wieluńskiej. Utworzony został 5 stycznia 1978 roku, jako pierwszy w centralnej Polsce. Powierzchnia parku wynosi 14 750 ha, a strefy ochronnej (otuliny) 12 010 ha. Znakomita większość powierzchni parku znajduje się na terenie województwa łódzkiego, jedynie 1162 ha parku oraz 3897 ha jego otuliny leżą w województwach opolskim i śląskim. Celem jego powołania była ochrona jurajskiego krajobrazu Wyżyny Wieluńskiej.
Park obejmuje tereny leżące w zakolu rzeki Warty, tzw. Łuk Załęczański, oraz przełomy Warty przez Wyżynę Wieluńską – Działoszyński i Krzeczowski.

## Historia
Załęczański Park Krajobrazowy utworzony został uchwałą XIII/50/78 Wojewódzkiej Rady Narodowej w Sieradzu dnia 5 stycznia 1978 roku (Uchwała nr XIII/50/78). W 1989 roku, na mocy Uchwały nr VIII/44/89 Wojewódzkiej Rady Narodowej w Sieradzu, zostały zmienione granice Załęczańskiego Parku Krajobrazowego i jego strefy ochronnej w obrębie województwa sieradzkiego (Uchwała nr VIII/44/89).
Obecnie obowiązującym aktem prawnym jest Rozporządzenie nr 45/2005 Wojewody Łódzkiego z dnia 24 listopada 2005 r. w sprawie Załęczańskiego Parku Krajobrazowego w granicach województwa łódzkiego.

## Charakterystyka

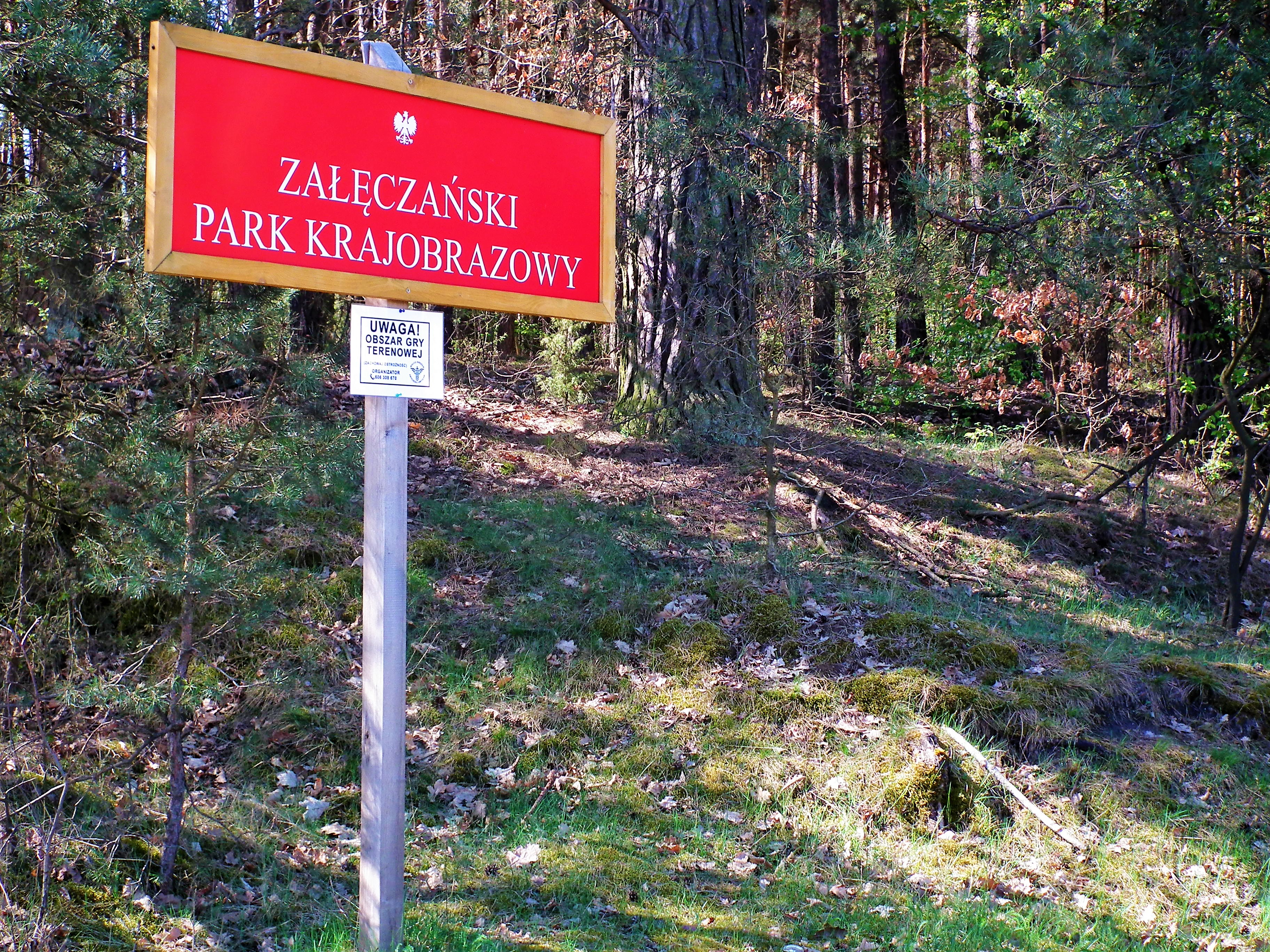
Tablica w Załęczu Wielkim

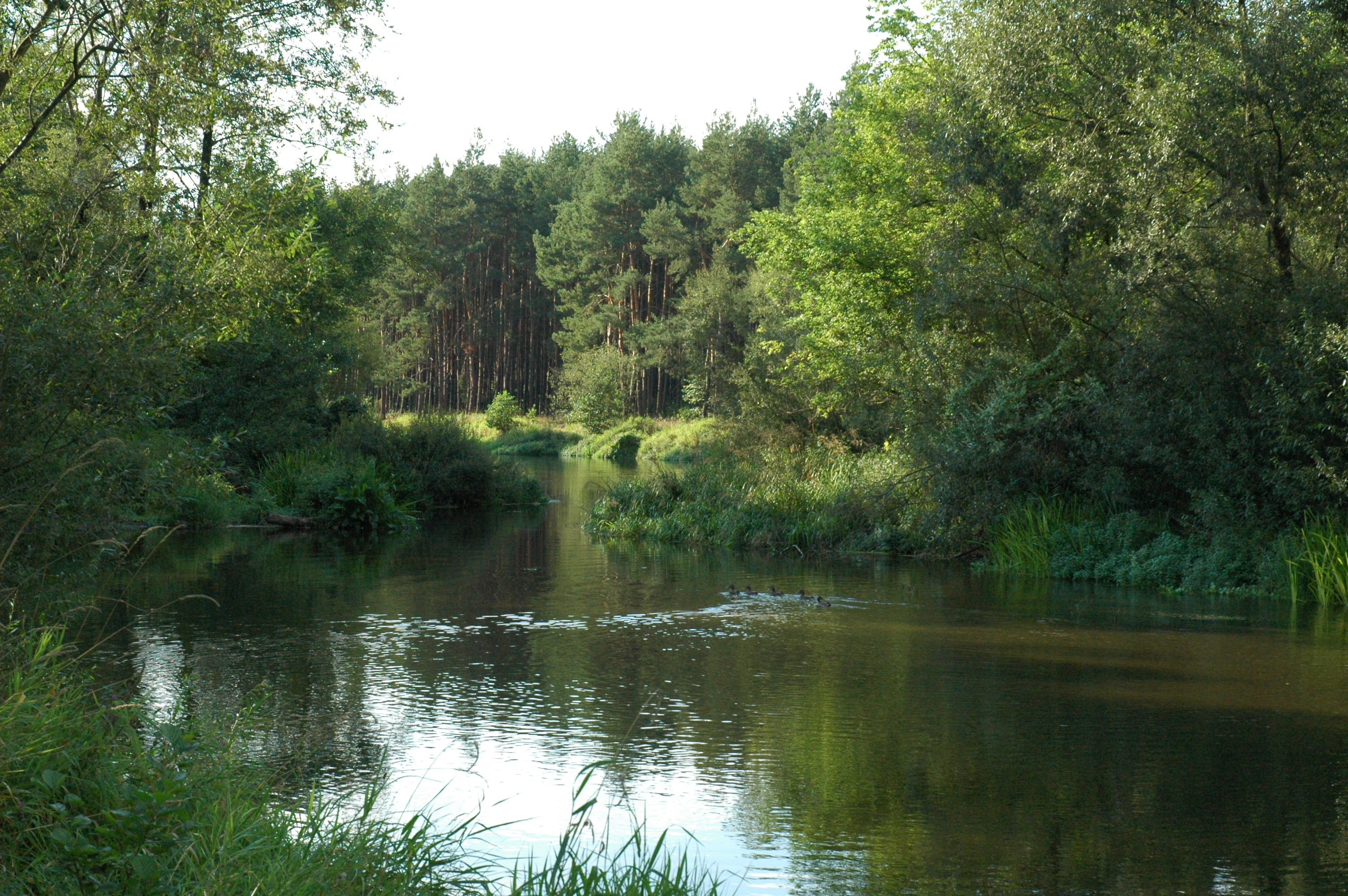
Warta w okolicy Lisowic

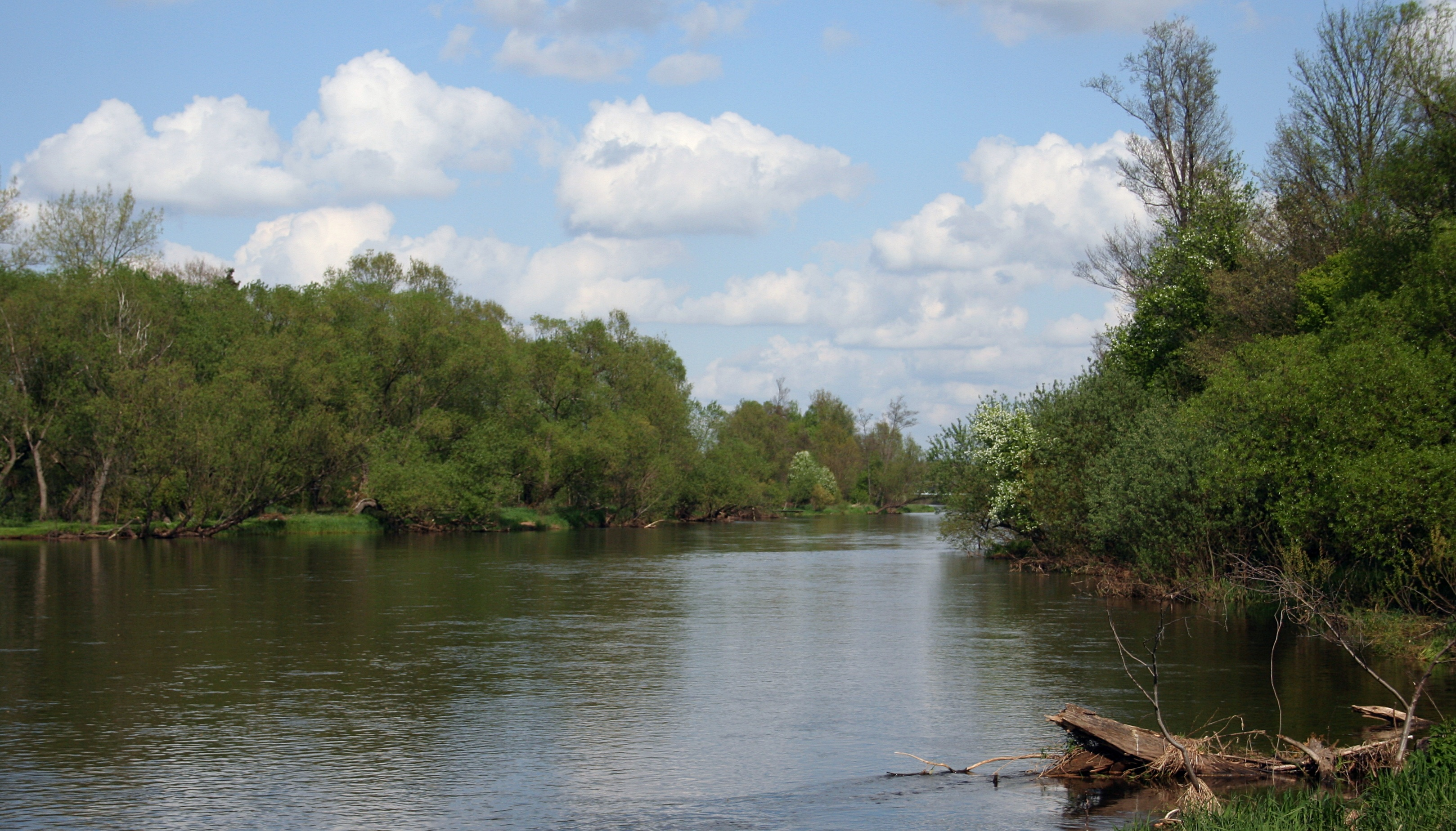
Warta w pobliżu miejscowości Bobrowniki

Powierzchnia parku to 14 750 ha, a strefy ochronnej 12 010 ha. Około 53% powierzchni parku stanowią lasy, 34% grunty orne, 10% użytki zielone i wody, a 3% tereny osadnicze. Licznie występują tu zjawiska krasowe: leje, jaskinie, suche doliny.

### Flora
Flora parku i jego otuliny liczy prawie 770 taksonów roślin naczyniowych, ok. 100 gatunków mszaków i ok. 80 gatunków porostów. Na obszarze ZPK występuje 39 gatunków roślin naczyniowych podlegających ochronie, w tym 25 objętych jest ochroną ścisłą, ponadto stwierdzono tu ok. 30 gatunków roślin rzadkich w skali kraju lub regionu, gatunków górskich oraz występujących na granicy zasięgów geograficznych: rojownik (rojnik) pospolity czy czosnek skalny, szczelinowy zespół wapieniolubnych paproci, zanokcica skalna, zanokcica murowa i paprotnica krucha, lilie wodne: grążel żółty i grzybień biały, wgłębka pływająca, mszar torfowcowy, rosiczka okrągłolistna, wełnianka pochwowata, modrzewnica zwyczajna i żurawina błotna.
Znaczną część powierzchni parku (ok. 53%) zajmują lasy. Dominują siedliska borowe na bardzo ubogim piaszczystym podłożu, w większości w postaci sosnowych monokultur o słabej kondycji zdrowotnej. W bezpośrednim sąsiedztwie koryta rzeki występują wikliny. Znajdują się tu również fragmenty łęgu wierzbowo-topolowego oraz olsu porzeczkowego.
Najcenniejsze, niewielkie płaty lasów o naturalnym charakterze, występują poza doliną Warty: świetlista dąbrowa w okolicy Niżankowic, kwaśna dąbrowa trzcinnikowa w uroczyskach Ruda i Mierzyce, wyżynny jodłowy bór mieszany – w uroczysku Kluski (w szczątkowej postaci) i kwaśna buczyna w południowo-zachodniej części parku.

### Fauna
Owady: motyle, chrząszcze z rodziny biegaczowatych, świerszcze, szarańczaki; ryby: płoć, okoń, karp, jaź, kleń, boleń, sumik amerykański, węgorz, jelec, miętus, szczupak, kiełb, brzana, ukleja; płazy i gady: salamandra plamista, gniewosz plamisty; ptaki: zimorodek, dudek, tracz nurogęś, gągoł, łabędź krzykliwy (łącznie odnotowano w parku występowanie ok. 130 gatunków ptaków); ssaki: chomik europejski, bóbr, wydra, kilkanaście gatunków nietoperzy – m.in. nocek duży, nocek Natterera, nocek rudy, gacek brunatny, mopek zachodni, nocek wąsatek, nocek Brandta.

## Zabytki
- drewniane budownictwo sakralne pochodzące z pierwszej połowy XVI w. Kościółki typu wieluńskiego znajdują się w Łaszewie Rządowym oraz poza terenem parku w pobliskim Grębieniu, Popowicach, Gaszynie, Kadłubie i Wierzbiu.
- datowane na II-III w. n.e. dwa okazałe kurhany położone na krawędzi doliny Warty w Przywozie.
- bogate stanowiska archeologiczne.
- stara, prawdopodobnie XVIII-wieczna kapliczka w Kamionie.
- zabytki techniki: drewniany wodny młyn (obecnie elektryczny) w Kępowiźnie z XIX w.
- prymitywne piece do wypału kamienia wapiennego, tzw. wapienniki z początku XX w. w okolicach Działoszyna, Lisowic i Kolonii Lisowice.

## Rezerwaty przyrody

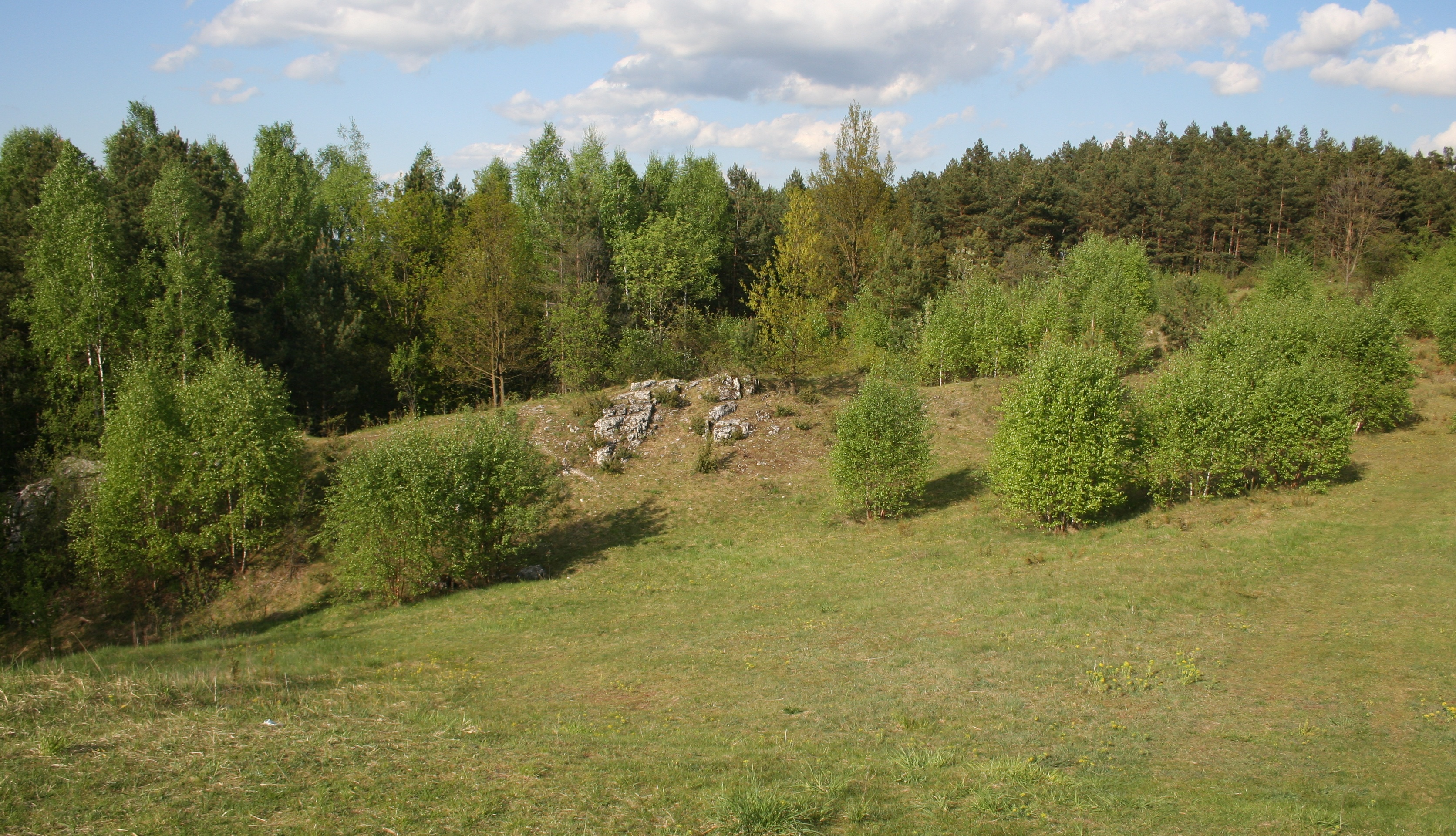
Fragment Rezerwatu Węże

### W obrębie parku
- Bukowa Góra, woj. śląskie – rezerwat ścisły
- Dąbrowa w Niżankowicach, woj. łódzkie
- Węże, woj. łódzkie

### W otulinie parku
- Stawiska, woj. śląskie
- Szachownica, woj. śląskie

## Jaskinie

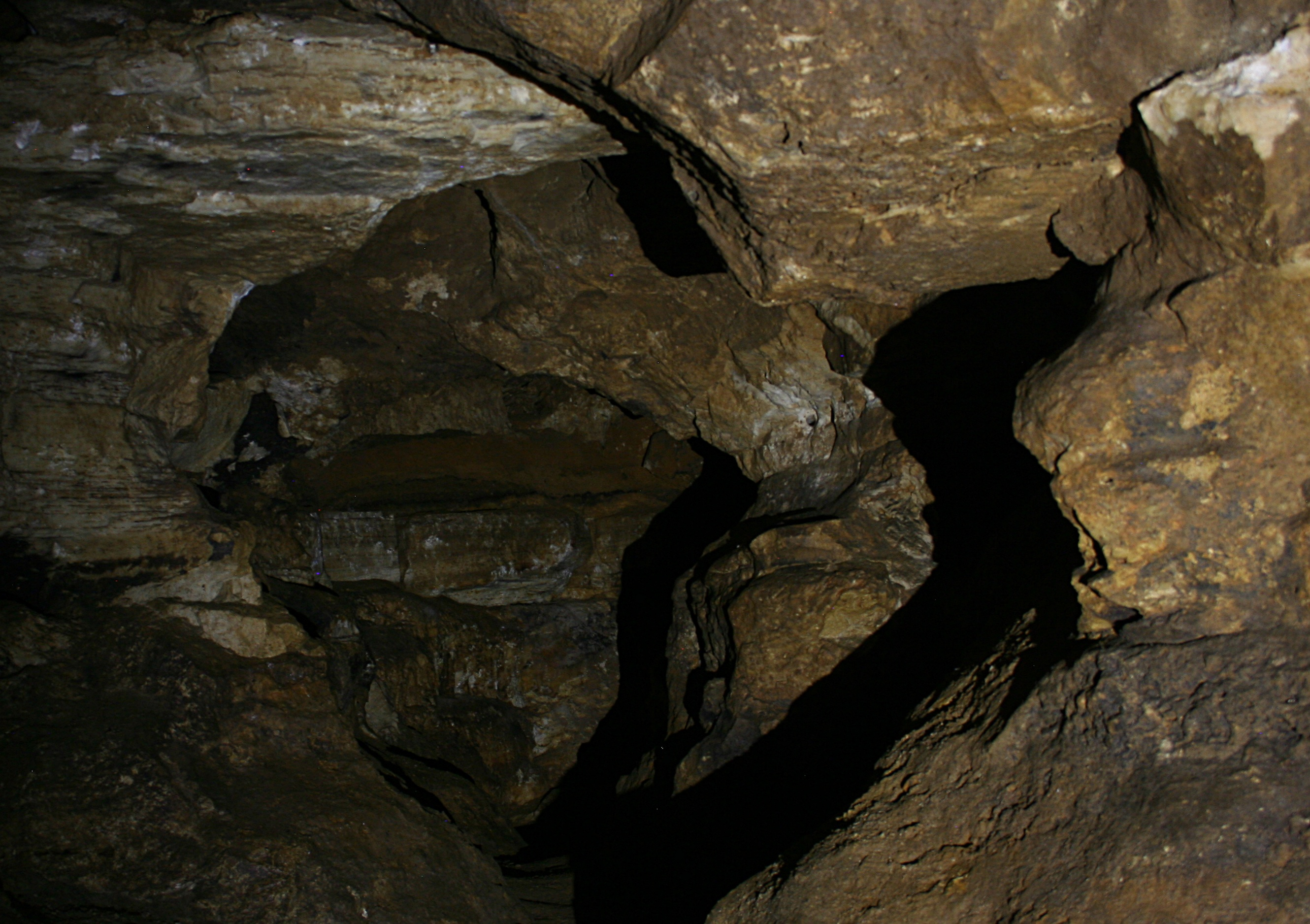
Jaskina Ewy

Na Górze Zelce znajdują się jaskinie:
- Za Kratą (trzypoziomowa, długość korytarzy 70 m, głębokość 17 m)
- Stalagmitowa (długość korytarzy 110 m, głębokość 12 m)
- Niespodzianka (długość korytarzy 90 m, głębokość 17 m)
- Samsonowicza (długość korytarzy 12 m, głębokość 9 m)
- Zanokcica
- Mała
- Dwuwylotowa
- Draba

oraz wiele innych jaskiń bez nazw.
Na Górze Draby znajduje się jaskinia:
- Ewy (długość korytarzy 40 m, głębokość 8 m).

Na Górze Buki znajduje się jaskinia:
- Buki.

Na Krzemiennej Górze znajduje się jaskinia:
- Szachownica I (długość korytarzy 600 m),
- Szachownica II (długość korytarzy 200 m).

## Pomniki przyrody
Pomniki przyrody na terenie parku:
- „Góra Świętej Genowefy” (200 m n.p.m.) – najdalej wysunięty ostaniec Jury Wieluńskiej ok. 1 km na zachód od Bobrownik
- Góra Wapiennik (198 m n.p.m.)
- Góra Krzemionki (228 m n.p.m.)
- „Granatowe Źródła” – jedyny przykład pulsujących, terasowych źródeł krasowych na Jurze Polskiej (część wody bije ze skalnej szczeliny na brzegu, a część na dnie zbiornika, którym jest starorzecze rzeki Warty)
- Ujście „Suchej Strugi” – w okolicach Lisowic
- „Żabi Staw” – wysoko zawieszony nad dnem doliny rzeki Warty zbiornik wody stojącej z liczną populacją podlegających ścisłej ochronie grzybieni północnych; ok. 1 km na zachód od Bobrownik
- 5 pomników przyrody – drzewa o obwodach pni od 270 do 674 cm. Przeważnie są to lipy i dęby

Pomniki przyrody w otulinie parku:
- „Jaskinia Ewy” – Góra Draby (230 m n.p.m.) we wsi Draby

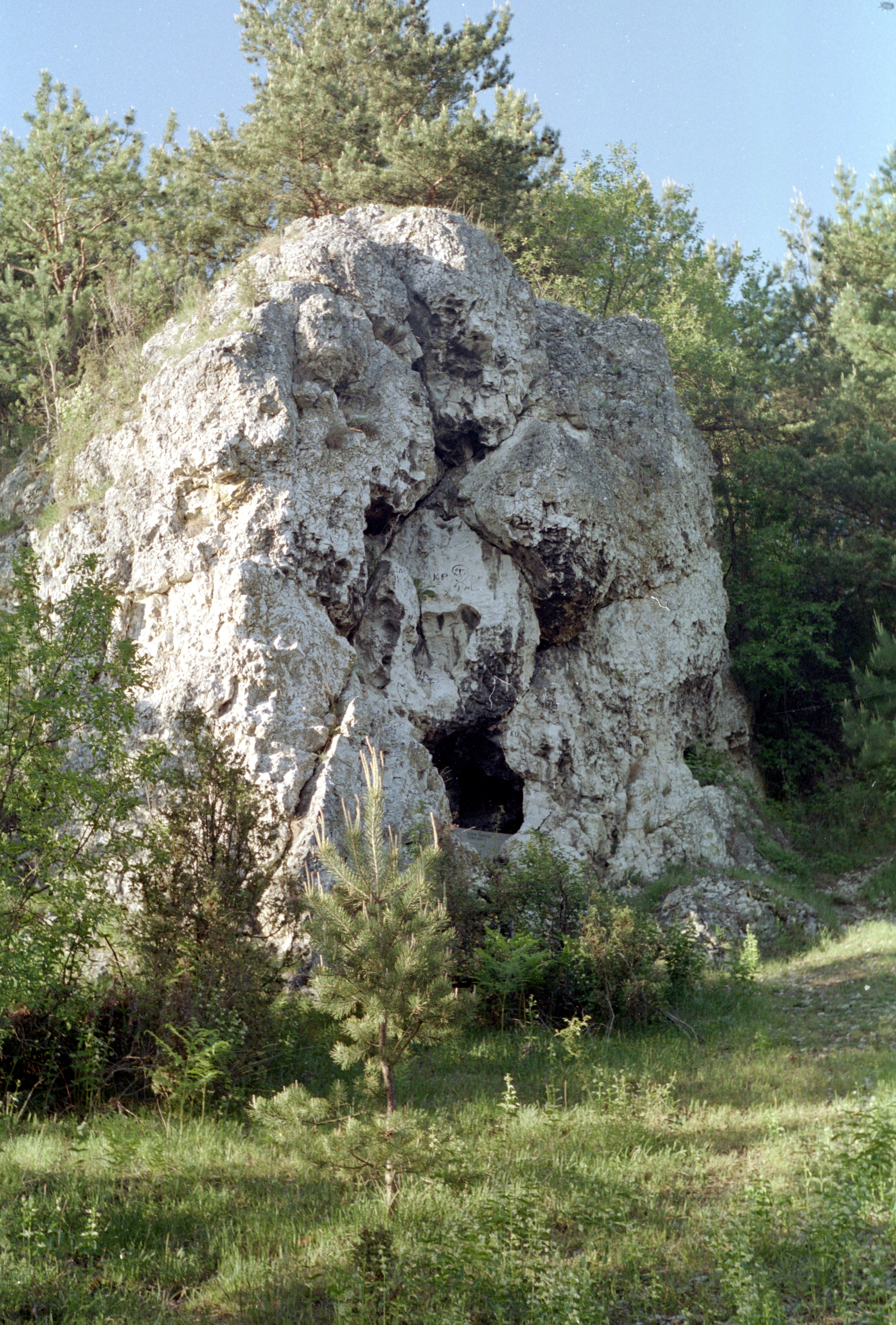
Góra św. Genowefy w Załęczańskim Parku Krajobrazowym
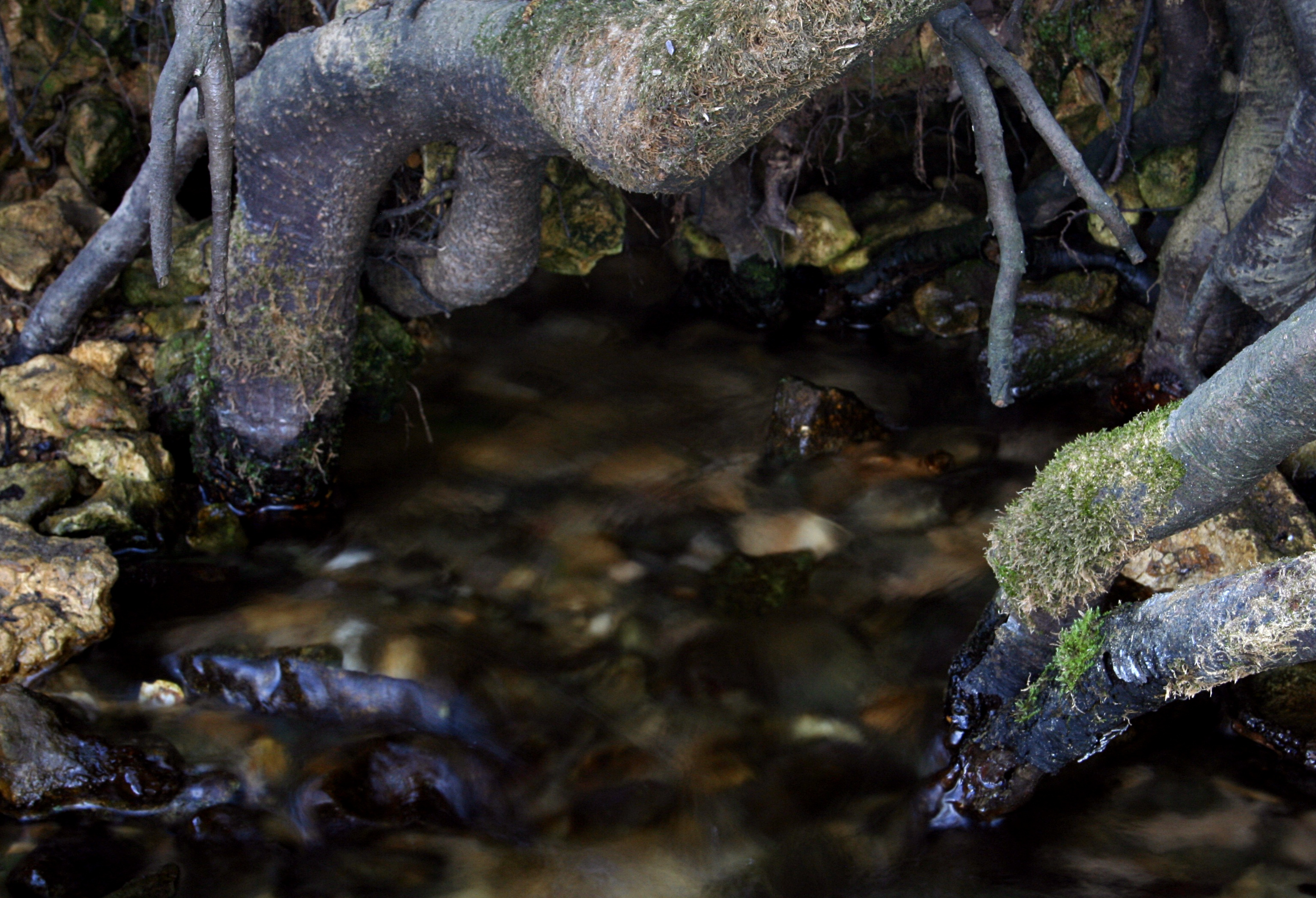
Granatowe Źródła

## Użytki ekologiczne
na terenie parku:

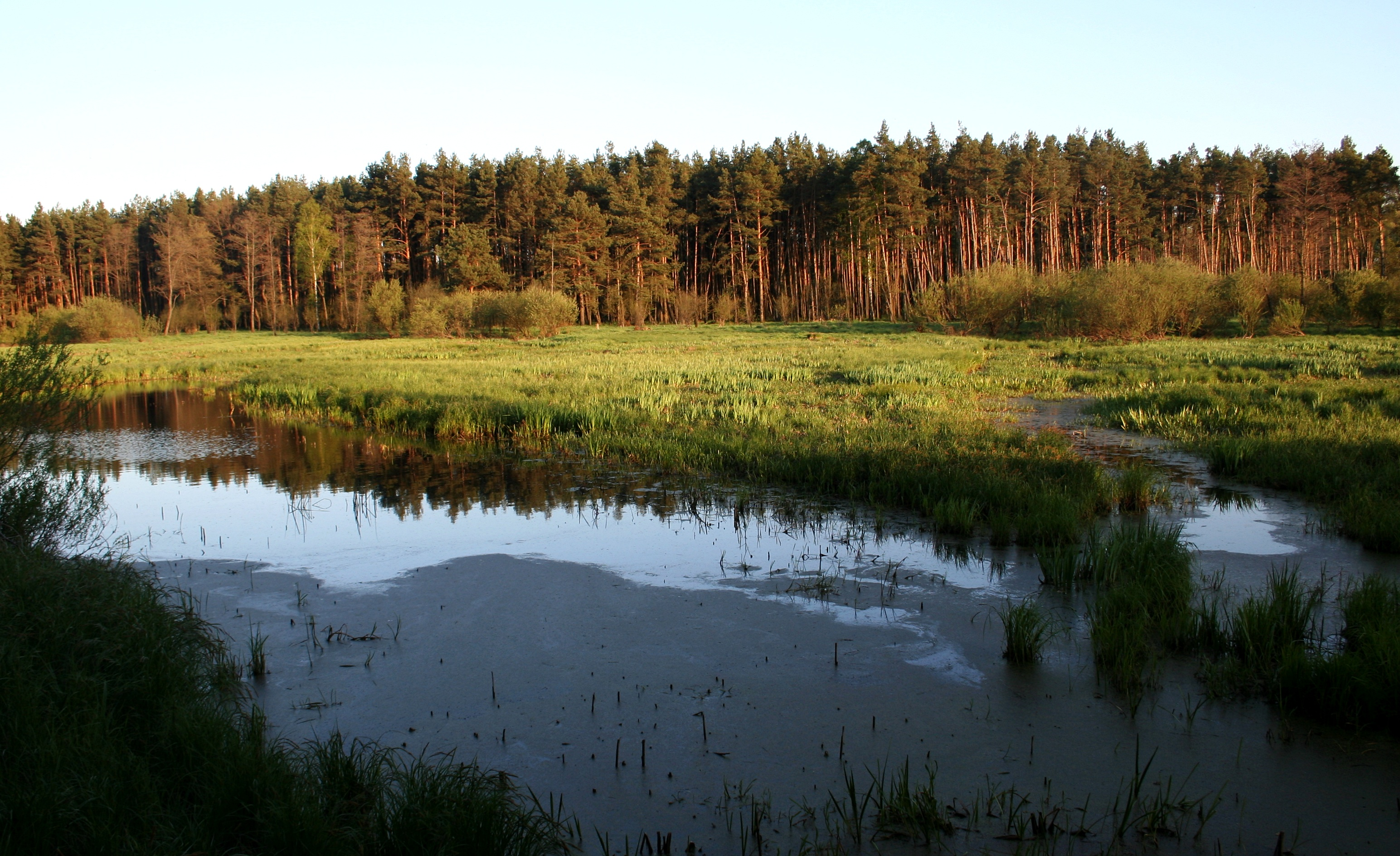
Użytek ekologiczny „Wronia Woda”

- „Wronia Woda” – starorzecze rzeki Warty, tzw. „warcisko”.
- 3 bagna śródleśne w Nadleśnictwie Wieluń.

w otulinie parku:
- 5 użytków ekologicznych – wszystkie to bagna śródleśne na terenie Lasów Państwowych Nadleśnictwa Wieluń

## Inne obiekty
- „Meander Jarzębieski”.
- „Meander Toporowski”.
- Brama pomiędzy „Górą Wapiennik” i „Górą Św. Genowefy”.
- „Załęczański Łuk Warty”.
- „Wąwóz Królowej Bony”.
- „Dolinę Warty pod Kamionem”.
- „Przełom Krzeczowski”.
- „Parowy Łaszewskie”.
- Most w Bobrownikach.
- Źródło „Objawienie” w m. Kałuże (silne źródło (1,5 l/s) według tradycji woda posiada właściwości lecznicze, dość trudne do odszukania, gdyż leży pośród lasu o bogatym poszyciu).
- Źródła w Bobrownikach (grupa przykorytowych wywierzysk krasowych o dużej wydajności ok. 500 metrów na zachód od zabudowań wsi, przy północnym brzegu koryta Warty).
- Ośrodek Szkoleniowo-Wypoczynkowy „Nadwarciański Gród” w Załęczu Wielkim – Kępowiźnie.
- Drewniany młyn wodny w Załęczu Wielkim – Kępowiźnie zbudowany w latach 1910–1912.
- Drewniany, alkierzowy dwór w Ożarowie z 1757 r. – obecnie Muzeum Wnętrz Dworskich.
- Drewniany wiatrak – koźlak we wsi Kocilew k. Ożarowa wzniesiony w 1914 r.
- Drewniany kościółek typu wieluńskiego pw. Wszystkich Świętych w Popowicach z XVI w (zbudowany bez użycia gwoździ).
- Drewniany kościółek typu wieluńskiego pw. Świętej Trójcy w Grębieniu, wzniesiony na przełomie XV i XVI wieku

## Szlaki turystyczne

### Szlaki rowerowe

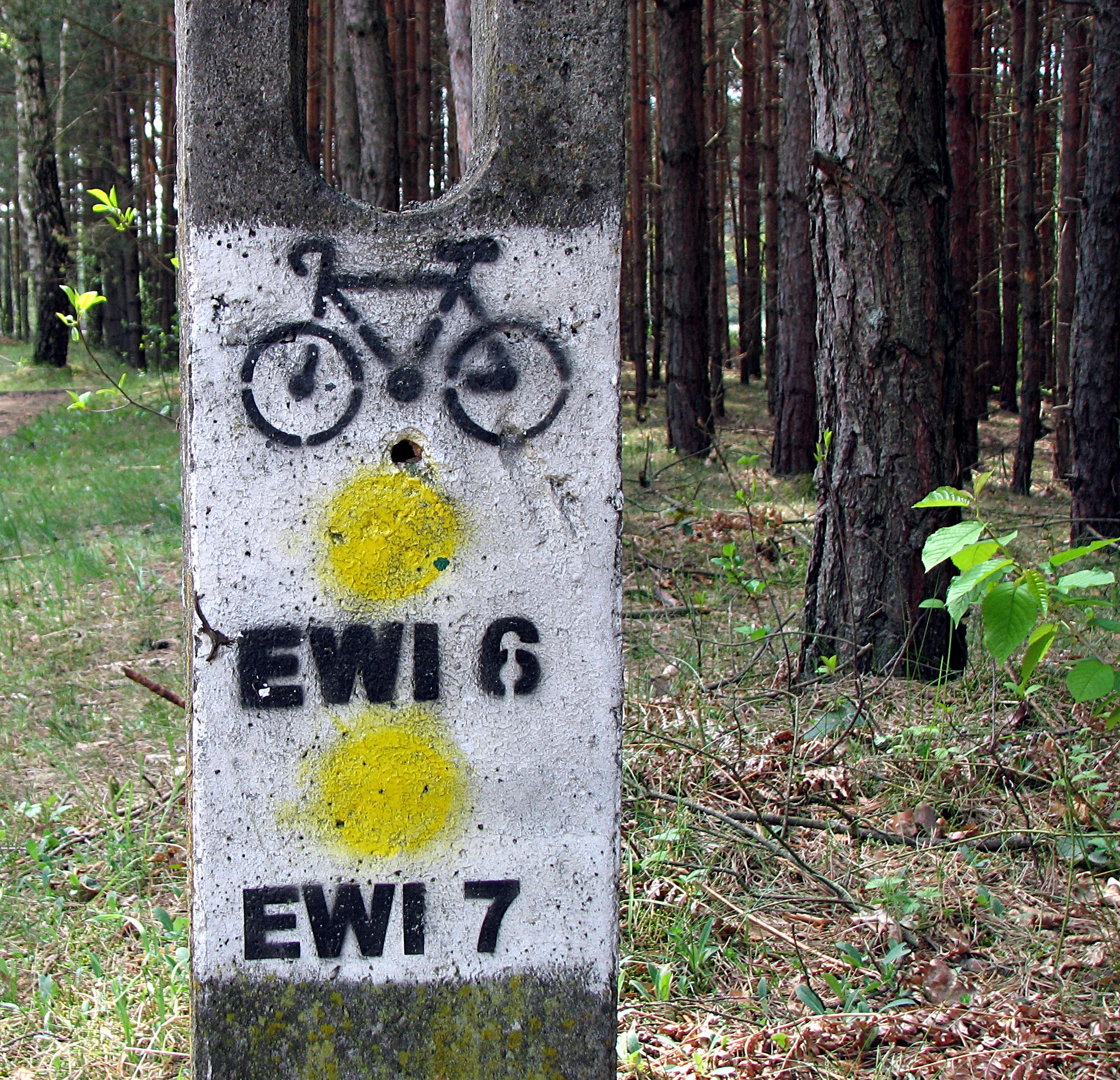
Oznaczenie szlaków rowerowych w Załęczańskim PK

#### Szlak Przełomu Krzeczowskiego EWI – 5
Znakowany na żółto (dawniej: na czerwono) szlak rowerowy ma kształt wydłużonej ósemki, której osią jest dolina Warty. Wiedzie przez pola i lasy, wznosząc i opadając na dno doliny, pokonuje rzekę aż czterokrotnie – dwa razy w miejscowości Toporów – Kamion, w miejscowościach Krzeczów oraz Przywóz – Ogroble. Trasa tego szlaku pozwala poznać rejon „Krzeczowskiego Przełomu Warty”, w tym jego cenny przyrodniczo odcinek zwany „Doliną Warty pod Kamionem”.
Szlak ma długość 20,5 km.

#### Szlak Załęczańskim Łukiem Warty EWI – 6
Znakowany na żółto (dawniej: na niebiesko) szlak rowerowy „Załęczańskim Łukiem Warty” pozwala poznać Załęczański Park Krajobrazowy, a zwłaszcza przyrodę i zabytki odcinka doliny Warty zwanego Załęczańskim Łukiem Warty. Trasa szlaku wiedzie m.in. przez Załęcze Wielkie, Piaski, Ogroble, Przywóz, Łaszew Rządowy, Bieniec, Kępowizna i z powrotem do Załęcza Wielkiego. Na trasie m.in. kurhany w Przywozie oraz zabytkowy młyn w Kępowiźnie.
Szlak ma długość 26,5 km.

#### Szlak Nadwarciańskich Krajobrazów EWI – 7
Znakowany na żółto (dawniej: na zielono) szlak rowerowy „Nadwarciańskich Krajobrazów” biegnie przez Załęczański Park Krajobrazowy. Szlak ten rozpoczyna się w Załęczu Wielkim i wiedzie przez Piaski, Bukowce, Bobrowniki, Troniny, Starą Wieś, Kluski i z powrotem do Załęcza Wielkiego. Na trasie lub w pobliżu tego szlaku leżą takie atrakcje turystyczne Załęczańskiego Parku Krajobrazowego jak: Starorzecze Wronia Woda, Góra Świętej Genowefy, Żabi Staw, Góra Wapiennik czy Granatowe Źródła, stanowiące pomniki przyrody.
Szlak ma długość 31,9 km.

#### Punkty węzłowe szlaków rowerowych
- most w m. Bobrowniki (szlak EWI – 7)
- most w m. Załęcze Wielkie (szlaki EWI – 6 i EWI – 7)
- most w m. Przywóz – Ogroble (szlaki EWI – 5 i EWI – 6)
- most w m. Toporów – Kamion (szlak EWI – 5)
- most w m. Krzeczów (szlak EWI – 5)

### Szlaki piesze

#### Szlak Rezerwatów Przyrody Załęczańskiego Parku Krajobrazowego
Kolor: niebieski
Przebieg szlaku: Chorzew Siemkowice, PKP (0,0 km) – Siemkowice (6,0) – rezerwat przyrody „Mokry Las” (8,5) – Broników (14,5) – rezerwat przyrody „Dąbrowa w Niżankowicach” (20,3) – Bobrowniki (23,0) – Bugaj – rezerwat przyrody „Węże” (25,0) – Draby, PKS (29,0) – dalej do Blachowni k. Częstochowy (101,0).

#### Szlak Jury Wieluńskiej
Kolor: czerwony
Przebieg szlaku: Wieluń, PKP Miasto (0,0 km) – Ruda (5,2) – Łaszew (12,2) – Bieniec Duży (17,2) – Kępowizna (20,0) – Załęcze Wielkie (23,2) – Troniny – rezerwat przyrody „Węże” (28,2) – Lisowice (33,2) – Raciszyn – Działoszyn (40,0) – Grądy-Łazy (45,0) – dalej do Częstochowy (113,0).

#### Szlak przełomu Warty przez Wyżynę Wieluńską
Kolor: żółty
Przebieg szlaku: Działoszyn, PKP (0,0 km) – Działoszyn (3,7) – Lisowice (5,9) – Bobrowniki (10,0) – Ogroble (15,4) – Kamion (18,0) – Krzeczów (22,0).

#### Szlak kurhanów książęcych
Kolor: czarny
Przebieg szlaku: Ogroble (0,0 km) – Przywóz – Molenda – Bieniec Mały (5,5).

### Ścieżki dydaktyczne na terenie Załęczańskiego Parku Krajobrazowego
- „Wielki Łuk Warty” – geologiczna ścieżka dydaktyczna[4]

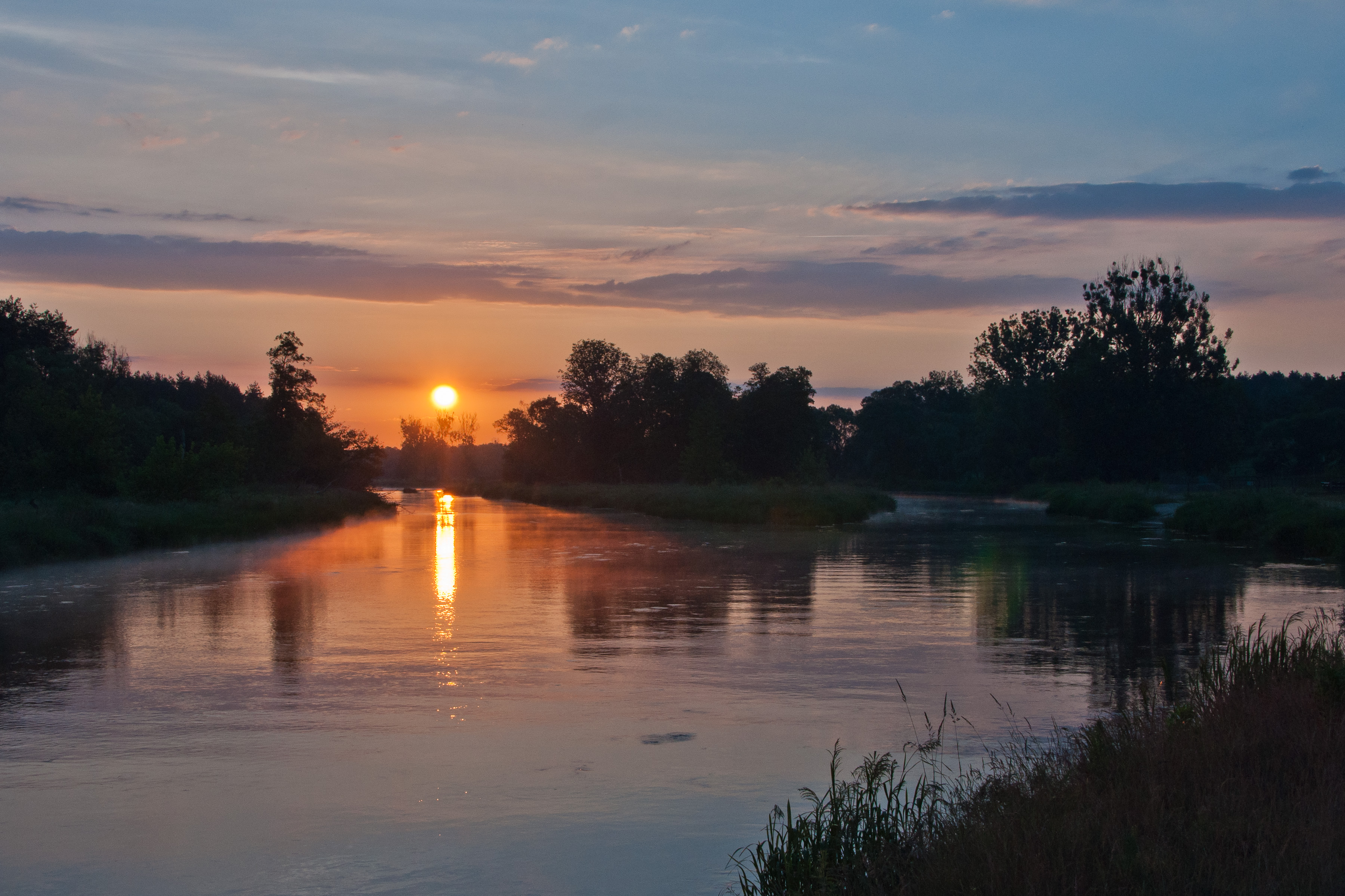
Wschód słońca nad Wartą w pobliżu Starej Wsi

Trasa nr 1
Przebieg: Ośrodek „Nadwarciański Gród” – Kępowizna – Bieniec – Przywóz – Ogroble – Madeły – Ośrodek „Nadwarciański Gród”.
Rowerowa lub piesza: trasa ok. 23 km
Trasa nr 2
Przebieg: Ośrodek „Nadwarciański Gród” – Kępowizna – Bieniec – Dzietrzniki – źródło „Objawienie" – Ośrodek „Nadwarciański Gród”.
Wycieczka piesza: trasa ok. 15 km
Trasa nr 3
Przebieg: Ośrodek „Nadwarciański Gród” – Draby – Węże – „Góra Zelce” (rezerwat „Węże”) – „Żabi Staw” – „Góra Świętej Genowefy” – Bobrowniki – Ośrodek „Nadwarciański Gród”.
Wycieczka autokarowa ok. 20 km, trasa piesza ok. 12 km
Trasa nr 4
Przebieg: Ośrodek „Nadwarciański Gród” – Draby – Kolonia Lisowice – Lisowice – Ośrodek „Nadwarciański Gród”.
Wycieczka autokarowa ok. 20 km, trasa piesza ok. 8 km
- „Najcenniejsze walory przyrodnicze Miasta i Gminy Działoszyn” – ścieżka dydaktyczna o długości 19 km. 14 stanowisk z tablicami na trasie Raciszyn (kamieniołom) – Lisowice (źródła) – Rezerwat Węże – Draby – Kol. Lisowice – Ponory Suchej Strugi. Otwarta w sierpniu 2017[5].

- „Ośrodek” – leśna ścieżka dydaktyczno-rekreacyjna o długości ok. 3,5 km[4]

- „Źródełko” – leśna ścieżka dydaktyczno-rekreacyjna o długości ok. 6 km[4]

- „Załęczański Łuk Warty” – przyrodnicza ścieżka dydaktyczna[4].

Trasa A (główna – piesza lub rowerowa)
Przebieg: Ośrodek „NG” – Bukowce – most w Bobrownikach.
Długość trasy – 10,2 km
Trasa B (północna – piesza lub rowerowa)
Przebieg: most w Bobrownikach – kamieniołom koło Bobrownik – Ogroble – Kurhany Książęce – Wąwóz Królowej Bony – Ośrodek „Nadwarciański Gród”.
Długość trasy – 15 km
Trasa C (południowa – piesza lub rowerowa)
Przebieg: most w Bobrownikach – rezerwat „Węże” – Góra „Wapiennik” – Ośrodek „Nadwarciański Gród”.
Długość trasy – 12,5 km
Trasa D
Trasa spływu kajakiem z Bobrownik do Ośrodka „Nadwarciański Gród”.
Długość trasy – 10,3 km

### Szlak Konny Jury Wieluńskiej
Znakowany na czerwono. Przebieg na terenie ZPK: Rychłowice „Wzgórze Koni” – Nowy Świat – Strugi – Łaszew – Bieniec – Dzietrzniki gospodarstwo agroturystyczne „Nad Strugą” – Kępowizna – Załęcze Wielkie – Stara Wieś – Troniny i dalej do Częstochowy.